# Apopetelia fulvifascia
Apopetelia fulvifascia är en fjärilsart som beskrevs av W. Warren 1904. Apopetelia fulvifascia ingår i släktet Apopetelia och familjen mätare. Inga underarter finns listade i Catalogue of Life.